# RL Grime

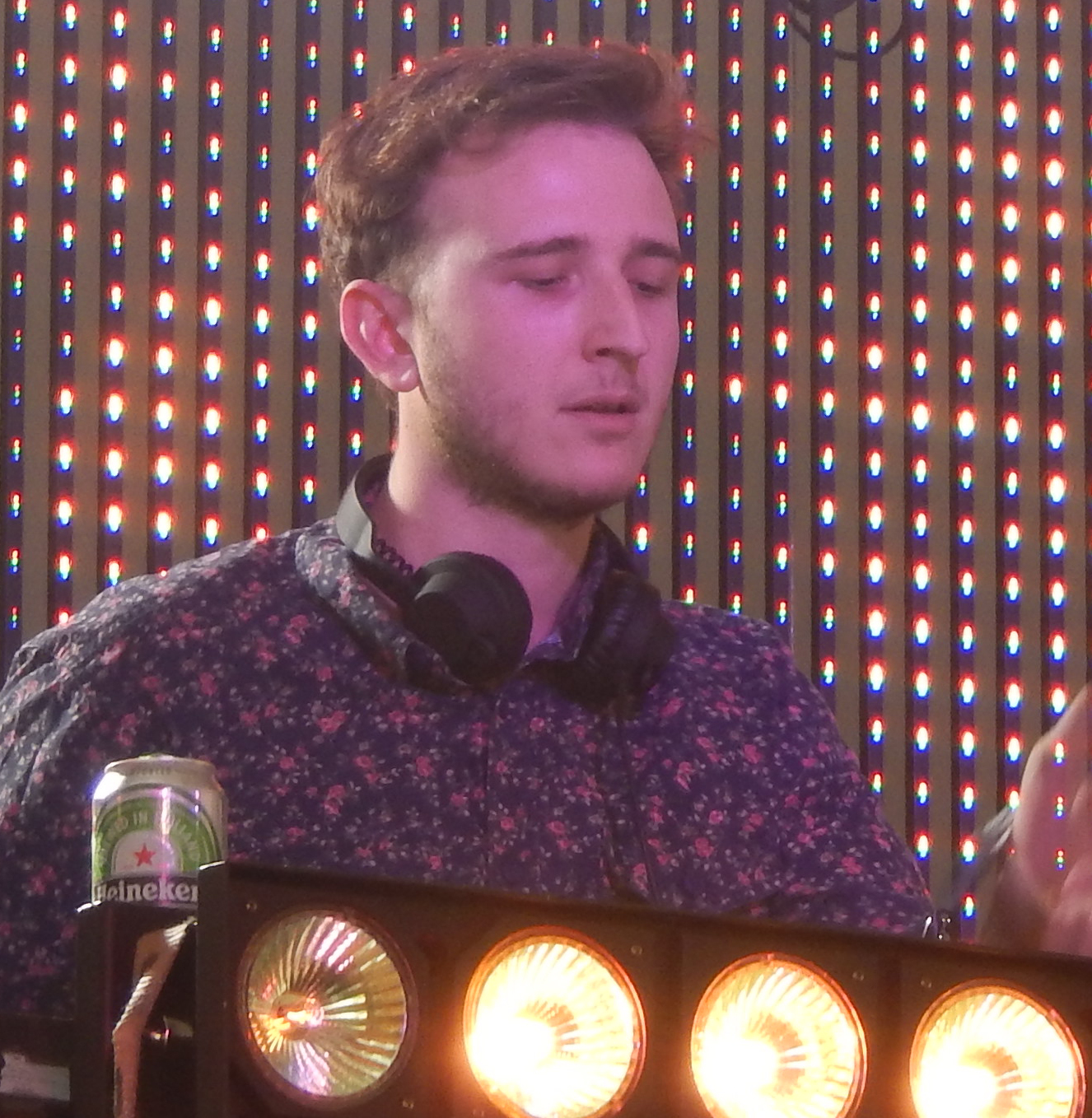
RL Grime

RL Grime (* 8. Februar 1991 in Los Angeles; mit bürgerlichem Namen Henry Steinway) ist ein US-amerikanischer DJ und Musikproduzent, der hauptsächlich in dem Genre Trap aktiv ist.

## Karriere
RL Grime konnte in dem Jahr 2013 erste Erfolge mit den Remixen von den Liedern Love Sosa von Chief Keef und Mercy von Kanye West erreichen. In dem Jahr 2014 folgte dann sein erstes Studio-Album Void. In den folgenden Jahren war RL Grime international auf Tour. Außerdem veröffentlichte er die Single Stay For It, die die US-Dance Charts erreichen konnte. Im Jahr 2018 folgte dann sein zweites Album NOVA.

## Diskografie

### Studioalben
| Jahr | Titel | Höchstplatzierung, Gesamtwochen, AuszeichnungChartplatzierungen (Jahr, Titel, Platzierungen, Wochen, Auszeichnungen, Anmerkungen) | Höchstplatzierung, Gesamtwochen, AuszeichnungChartplatzierungen (Jahr, Titel, Platzierungen, Wochen, Auszeichnungen, Anmerkungen) | Anmerkungen                              |
| Jahr | Titel | US | Dance | Anmerkungen                              |
| ---- | ----- | --- | --- | ---------------------------------------- |
| 2014 | Void  | US137 (1 Wo.)US | Dance2 (1 Wo.)Dance | Erstveröffentlichung: 14. November 2014  |
| 2018 | Nova  | US140 (1 Wo.)US | Dance1 (44 Wo.)Dance | Erstveröffentlichung: 27. Juli 2018      |
| 2023 | Play  | — | — | Erstveröffentlichung: 15. September 2023 |

### Singles (Auswahl)
| Jahr | Titel Album       | Höchstplatzierung, Gesamtwochen, AuszeichnungChartplatzierungen (Jahr, Titel, Album, Platzierungen, Wochen, Auszeichnungen, Anmerkungen) | Höchstplatzierung, Gesamtwochen, AuszeichnungChartplatzierungen (Jahr, Titel, Album, Platzierungen, Wochen, Auszeichnungen, Anmerkungen) | Anmerkungen                                                   |
| Jahr | Titel Album       | US | Dance | Anmerkungen                                                   |
| ---- | ----------------- | --- | --- | ------------------------------------------------------------- |
| 2017 | Stay For It –     | — | Dance38 (1 Wo.)Dance | Erstveröffentlichung: 2017 feat. Miguel                       |
| 2018 | I Wanna Know Nova | — | Dance19 (20 Wo.)Dance | Erstveröffentlichung: 2018 feat. Daya                         |
| 2018 | Undo Nova         | — | Dance22 (3 Wo.)Dance | Erstveröffentlichung: 2018 feat. Jeremih & Tory Lanez         |
| 2018 | Light Me Up Nova  | — | Dance18 (3 Wo.)Dance | Erstveröffentlichung: 2018 feat. Miguel & Julia Michaels      |
| 2019 | Arcus –           | — | Dance49 (1 Wo.)Dance | Erstveröffentlichung: 2019 mit Graves                         |
| 2019 | Ucla –            | US— PlatinUS | Dance19 (26 Wo.)Dance | Erstveröffentlichung: 2019 feat. 24hrs; Verkäufe: + 1.000.000 |
| 2019 | Formula –         | — | Dance28 (2 Wo.)Dance | Erstveröffentlichung: 2019 feat. Juelz                        |